# باديات الزهر

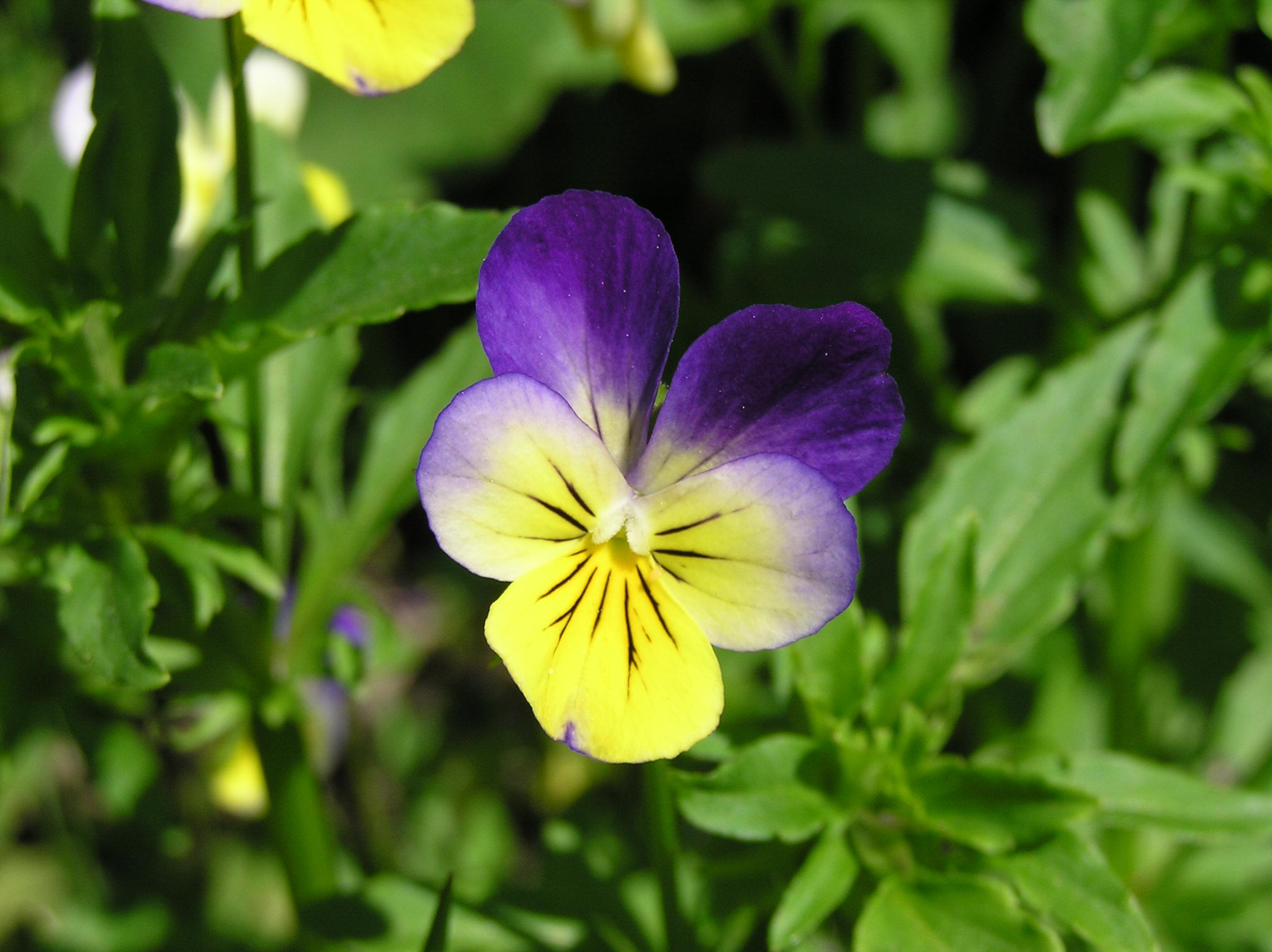
Fleurs de Pensée : organes de reproduction apparents

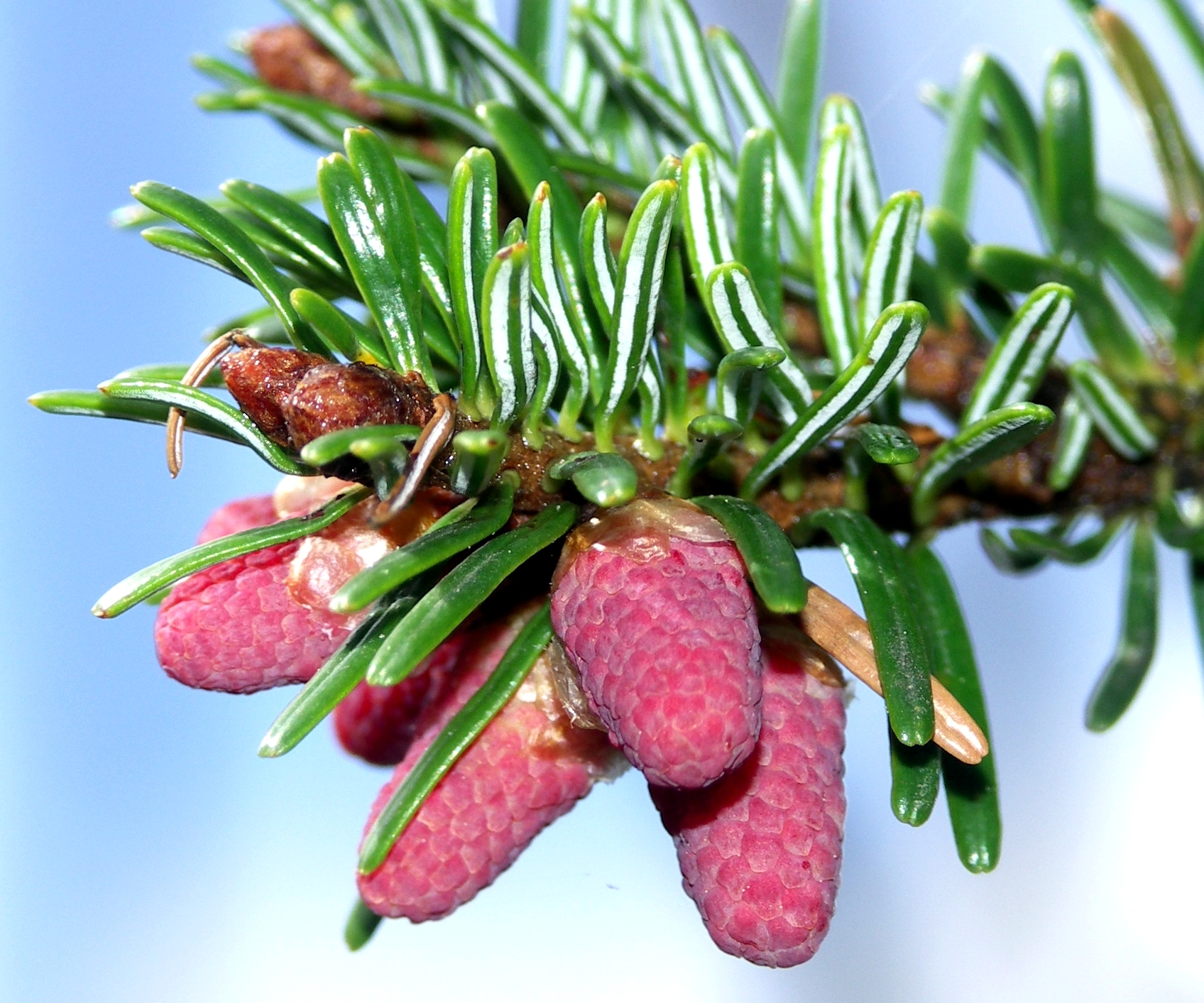
Cônes de Sapin : organes de reproduction apparents

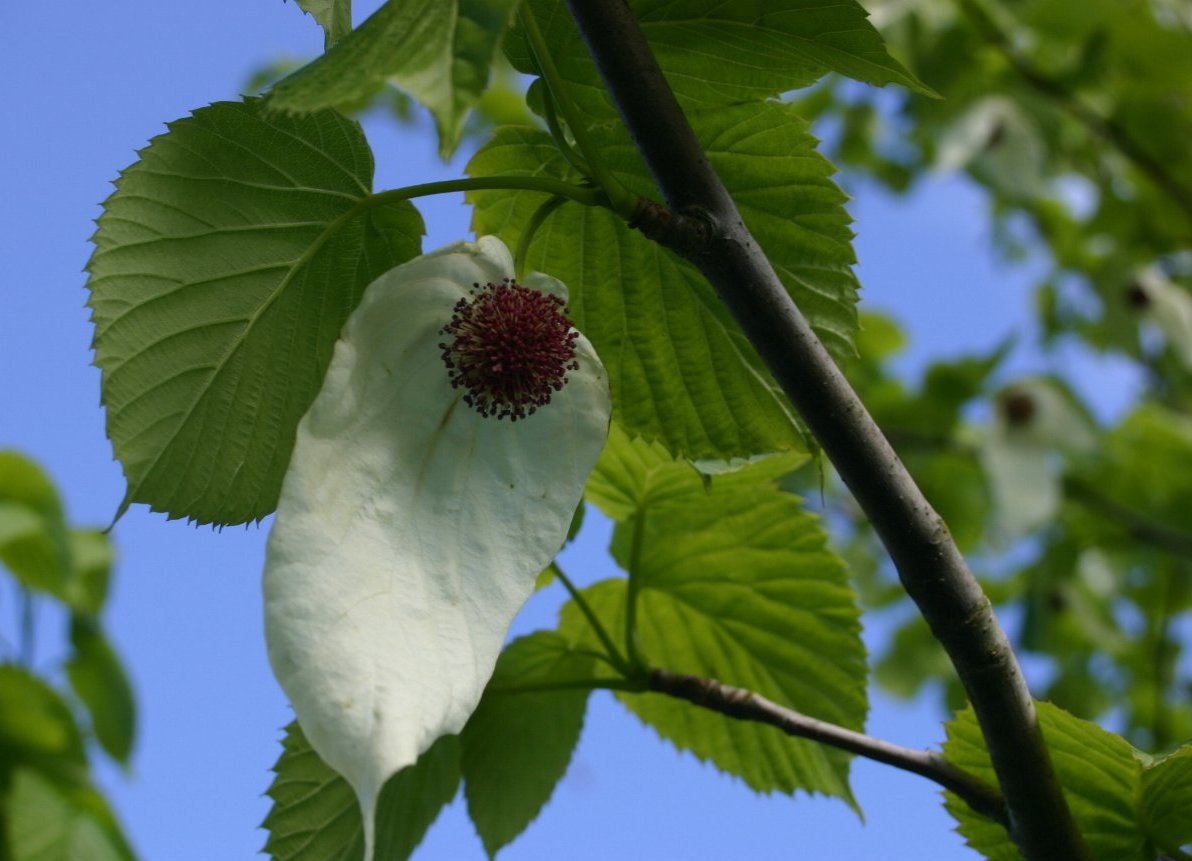
Fleur de Davidia involucrata : organes de reproduction apparents

النباتات النطفية أو بَادِياتُ الزَّهْر أو النباتات بادية التوالد أو نباتات ظاهرة الأعضاء الجنسية  أو نبات زهري (الاسم العلمي: Phanerogamae) (من الكلمة اليونانية phaneros، بَادِي أو ظاهر وgamos، اتحاد)، هو نبات له أعضاء تناسلية مرئية في المخروط أو في الزهرة. ويتم ضمان النَثر عن طريق البذور (أو في بعض الأحيان يتم الانتشار عن طريق البويضات الملقحة أو غير الملقحة في السيكاديات والجنكة). تسمى باديات الزهر أيضًا بالنباتات البذرية. في مجال النظاميات الحيوية، تعتبر باديات الزهر فرعًا من المملكة النباتية وتتكون من فرعيين: كاسيات البذور وعاريات البذور. في التصنيف النباتي الكلاسيكي، كانت باديات الزهر تُعتبر إحدى شعبتي المملكة النباتية؛ والآخر كان خفيات الزهر (الذي النباتات خفية التوالد تكون أعضاؤها التناسلية مخفية). لقد شكلوا معًا المملكة النباتية في رؤية الممالك الثلاث للعالم الحي (الممالك البكتيرية والنباتية والحيوانية)، لكن هذه المفاهيم لم تعد تتكيف مع التصنيفات التطورية الناتجة عن التصنيفات التفرعية. ومن أمثلة نباتات باديات الزهر: الصنوبر واللبلاب وشجرة التفاح والبنفسج وإبرة الراعي. وهناك أيضًا نباتات باديات الزهر البحرية مثل نبتة بوسيدون.